# Mario Calabresi
Mario Calabresi (Milano, 17 febbraio 1970) è un giornalista e scrittore italiano, direttore del quotidiano La Stampa dal 2009 al 2015 e del quotidiano La Repubblica dal 15 gennaio 2016 al 18 febbraio 2019.

## Biografia

### Formazione e vita privata
Figlio del commissario Luigi Calabresi, assassinato nel 1972 (quando Mario aveva solo due anni e tre mesi, suo fratello Paolo solo uno e sua madre, Gemma Capra, era incinta al terzo mese del terzo figlio, chiamato Luigi), s'iscrive al corso di laurea in giurisprudenza e poi a quello di storia presso l'Università Statale di Milano, senza tuttavia mai laurearsi. In seguito frequenta l'Istituto "Carlo De Martino" per la formazione al giornalismo. Ha avuto due figlie gemelle con Caterina Ginzburg, nipote di Natalia Ginzburg, dalla quale è separato dal 2020.

### Esordi giornalistici
Dal 1997 è giornalista professionista. Nel 1998 è all'ANSA come cronista parlamentare, nel 1999 passa a La Repubblica, nella redazione politica. Successivamente è alla redazione romana de La Stampa, per la quale, da inviato speciale, racconta gli attentati dell'11 settembre 2001. Nel 2002 torna a La Repubblica, come caporedattore centrale vicario, e dal 2007 è corrispondente per il giornale da New York, da dove racconta le elezioni presidenziali statunitensi del 2008. Nel 2007 pubblica Spingendo la notte più in là, libro dedicato alle vittime del terrorismo (dal quale è stato tratto uno spettacolo teatrale interpretato da Luca Zingaretti).

### Direttore di quotidiani nazionali

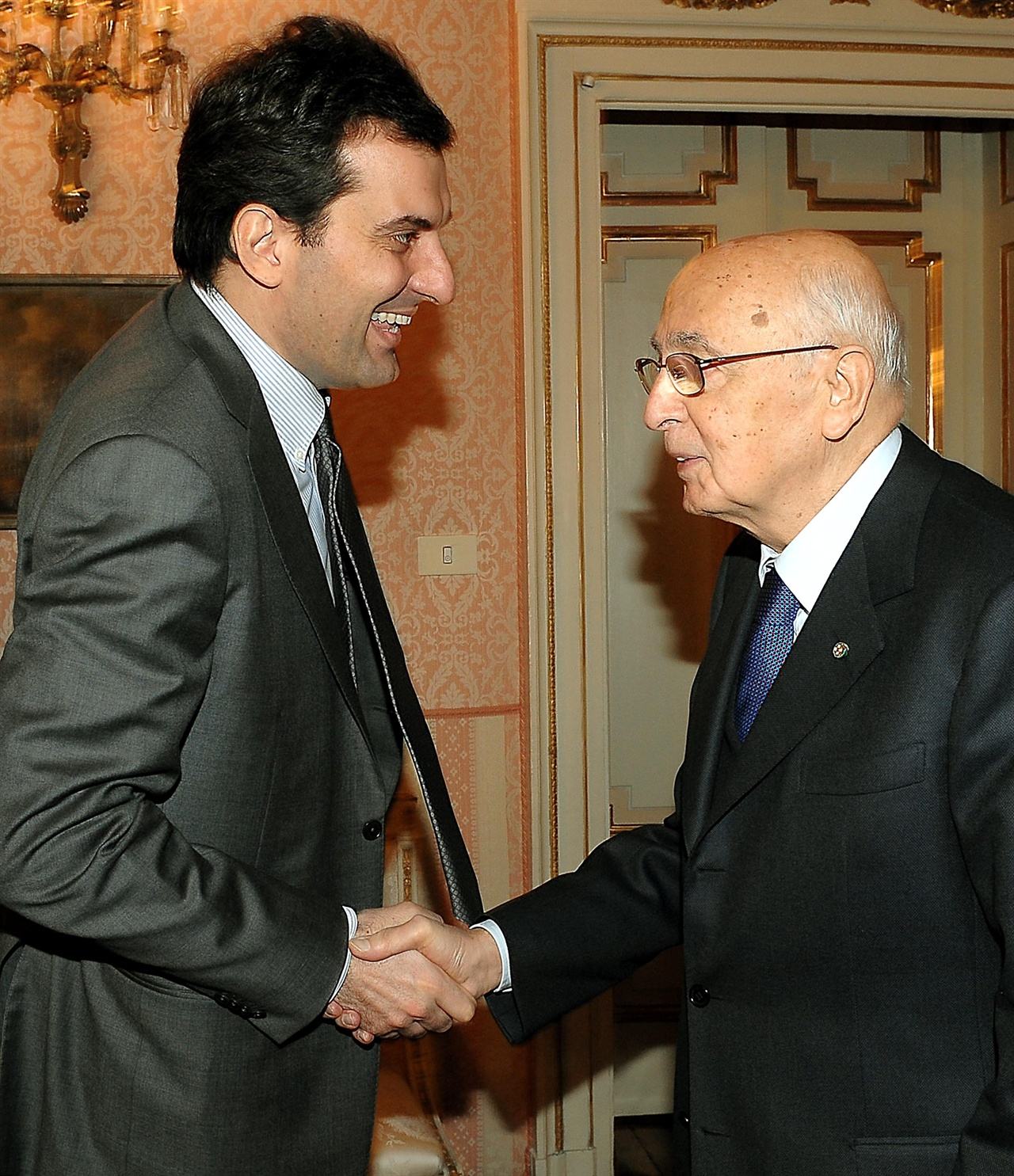
Mario Calabresi con l'allora Presidente della Repubblica Italiana Giorgio Napolitano, nel 2009.

Il 22 aprile 2009, a 39 anni, è nominato direttore de La Stampa in sostituzione di Giulio Anselmi. Dal 6 giugno 2011 ha condotto in prima serata su Rai 3 Hotel Patria. Il 31 dicembre 2015 lascia la direzione de La Stampa per sostituire Ezio Mauro alla direzione de La Repubblica dal 15 gennaio 2016. Il 5 febbraio 2019 l'editore comunica a Calabresi che sarà rimosso dalla carica di direttore, nominando al suo posto Carlo Verdelli a far data dal 19 febbraio 2019.

### Altre attività
- Dal 21 febbraio 2020 cura una nuova iniziativa editoriale, scrivendo dei reportage che si possono leggere iscrivendosi al suo sito web.[8]
- A fine 2020 è direttore e co-fondatore con Mario Gianani, Guido Maria Brera e Roberto Zanco di Chora media, società di produzione di podcast.[9]
- Nel 2024 appare nel docufilm Con un battito di ciglia.
- Ne 2024 realizza con Silvia Nucini il documentario "Finché sono al mondo", prodotto da Be Water Film, in collaborazione con Rai Documentari, realizzato da Enece Film. Il documentario è stato trasmesso su RAI 3 la sera del 19 ottobre 2024 ed è attualmente disponibile[10] su RaiPlay.

## Premi e riconoscimenti
- Nel 2002 insieme a Francesca Senette e Andrea Galdi è stato insignito del premio Ischia di giornalismo in ricordo di Angelo Rizzoli, riservato ai giornalisti under 35[11] e nel 2003 di quello intitolato a Carlo Casalegno.
- Nel 2007 con il libro Spingendo la notte più in là vince il premio Fiesole.[12]
- Nel 2016 gli è stato assegnato il Premio speciale della Giuria, durante l'ottava edizione del Premio Giornalistico Amerigo.[13]
- Nel 2017 gli è stato attribuito alla Camera dei deputati il premio America della Fondazione Italia USA.
- Nel 2023 ha ricevuto il Premio Chiara per la raccolta di racconti Una volta sola.[14]
- Nel 2024 ha ricevuto il Premio “Euskadi de Plata” per "Salir de la noche", edizione spagnola del libro "Spingendo la notte più in là".[15]

## Controversie
Il 2 aprile 2018, a fronte di un articolo di Piergiorgio Odifreddi dal titolo Le “fake news” di Scalfari su papa Francesco nell'ambito della rubrica Il non-senso della vita (La Repubblica), Calabresi decide la sospensione della rubrica stessa dopo diciotto anni di collaborazione.

## Opere
- Spingendo la notte più in là. Storia della mia famiglia e di altre vittime del terrorismo, Collana Strade blu. Non fiction, Milano, Arnoldo Mondadori Editore, 2007, ISBN 978-88-045-6842-1.
- La fortuna non esiste. Storie di uomini e donne che hanno avuto il coraggio di rialzarsi, Collana Strade blu. Non fiction, Milano, Arnoldo Mondadori Editore, 2009, ISBN 978-88-045-6842-1.
- Cosa tiene accese le stelle. Storie di italiani che non hanno mai smesso di credere nel futuro, Collana Strade blu. Non fiction, Milano, Arnoldo Mondadori Editore, 2011, ISBN 978-88-046-1021-2.
- A occhi aperti, 10 grandi fotografi raccontano i momenti in cui la Storia si è fermata in una foto, ed. illustrata, Collana In parole, Roma, Contrasto Editore, 2013, ISBN 978-88-696-5455-8; nuova ed., Collana Strade blu. Non fiction, Milano, Mondadori, 2023, ISBN 978-88-047-8359-6.
- Non temete per noi, la nostra vita sarà meravigliosa. Storie di ragazzi che non hanno avuto paura di diventare grandi, Collana Strade blu. Non fiction, Milano, Arnoldo Mondadori Editore, 2015, ISBN 978-88-046-4429-3.
- La mattina dopo, Collana Strade blu, Milano, Mondadori, 2019, ISBN 978-88-046-6319-5.
- Quello che non ti dicono, Collana Strade blu, Milano, Mondadori, 2020, ISBN 978-88-047-3226-6.
- Una volta sola. Storie di chi ha avuto il coraggio di scegliere, Collana Strade blu. Non fiction, Milano, Mondadori, 2022, ISBN 978-88-047-4405-4.
- Sarò la tua memoria. Una nonna sopravvissuta ad Auschwitz. Suo nipote. Un viaggio nella nostra storia, Collana I Grandi, Milano, Mondadori, 2023, ISBN 978-88-047-5667-5.
- Il tempo del bosco, Collana Strade blu. Non fiction, Milano, Mondadori, 2024, ISBN 978-88-047-5916-4.